# Мверу
Мве́ру (англ. Mweru; фр. Moero), или Моеро-Мката, или Моеро-Мкато (англ. Moero-Mkata) — крупное пресноводное озеро в бассейне реки Конго. Находится на границе Демократической Республики Конго и Замбии.
Крупнейшей рекой питающей озеро является Луапула, которая пробираясь через болотистые территории к югу от Мверу впадает в озеро с юга. Другим значимым притоком является река Калунгвиши, которая впадает в Мверу на востоке. На севере из озера вытекает река Лувуа, текущая в северо-западном направлении и впадающая в Луалабу (верховья Конго). Мверу является вторым самым крупным озером бассейна Конго, оно находится в 150 км от южной окраины озера Танганьика, которое является крупнейшим озером бассейна. Река Луапула при впадении в озеро образует болотистую дельту.
В отличие от многих других озёр региона, Мверу не имеет сильных изменений своего уровня и площади в зависимости от смены сухого сезона и сезона дождей. Ежегодные колебания уровня составляют лишь около 1,7 м с максимальным значением в мае и минимальным — в январе. Это отчасти объясняется тем, что Луапула, берущая начало из болот Бангвеулу, стремится к регулированию своего потока, отчего приток в Мверу всегда довольно стабилен. Рост озера компенсируется довольно быстрым оттоком реки Лувуа. Объём воды — 38,2 км³. Площадь поверхности — 5120 км².
Является частью цепи озёр Восточно-Африканской рифтовой долины. Озеро протянулось с северо-востока на юго-запад в среднем на 118 км при средней ширине — 45 км. Оно находится на высоте 917 м над уровнем моря, что выше, чем озеро Танганьика (763 м). На юге Мверу более мелкое, к северу его глубина увеличивается, а на северо-востоке имеются 2 понижения. Максимальная глубина составляет 15 м. Примерно в 50 км от Мверу и к северу от реки Калунгвиши имеется небольшое сильно заболоченное озеро Мверу-Вантипа.
Открытие озера для европейцев приписывают путешественнику Давиду Ливингстону, который описал его в ходе своей экспедиции 1867-68 гг. На берегах Мверу расположено множество рыбацких деревень. Наиболее значительными населёнными пунктами со стороны Замбии являются городки: Нчеленге, Кашкиши и Чиенги; со стороны ДРК: Килва, Пвето и Луконзолва. В юго-западной части озера находится крупный остров Килва площадью 25 км².